# Wilsberg: Das Jubiläum
Das Jubiläum ist die 25. Folge der Fernsehfilmreihe Wilsberg. Die Erstausstrahlung erfolgte am 27. Dezember 2008 beim ZDF. Regie führte Reinhard Münster, das Drehbuch wurde von Stefan Rogall geschrieben.

## Handlung
Georg Wilsberg, ehemaliger Klassensprecher, ist 30 Jahre nach dem Abitur zu einem Klassentreffen eingeladen worden. Weil er kein Auto besitzt, bittet er seinen Freund Ekki, ihn zu dem Klassentreffen in das 40 Kilometer von Münster entfernte Schlosshotel Solder zu bringen. Auf dem Weg dorthin haben die beiden eine Autopanne, werden aber glücklicherweise von Hannelore Uhlmann, einer ehemaligen Mitschülerin von Georg Wilsberg, aufgelesen und zum Schlosshotel mitgenommen. Dort werden sie von dem hochmütigen Gastgeber Thomas Achtermann, ebenfalls ehemaliger Mitschüler von Wilsberg, empfangen. Erst kurz zuvor hat Thomas das Wasserschloss erworben und die Renovierungsarbeiten halten weiterhin an. Allerdings stehen für seine Gäste bereits einige wenige Zimmer bereit. Da die Ersatzteile für  Ekkis Wagen erst nach dem Wochenende geliefert werden können, quartiert er sich in Wilsbergs Hotelzimmer ein.
Unterdessen sind die anderen Mitschüler eingetroffen, darunter Franziska, Mario und Bernhard. Die letzten beiden blicken auf keine gänzlich unvorbelastete gemeinsame Vergangenheit zurück. Bernhard war bei Mario als Buchhalter in dessen Müllentsorgungsfirma angestellt. Für ihn musste er die Buchführung schönen, kam dafür ins Gefängnis und wurde von Mario entlassen. Heute ist er in argen Geldnöten, wird von Geldeintreibern bedroht und pumpt seine Schulfreunde, darunter auch den allzeit klammen Wilsberg, um 3.000 Euro an. Im Suff droht Bernhard, Mario fertig zu machen. Nachdem der arg betrunkene Bernhard im Verlauf des Streits ins Buffet gefallen ist, wird er von Wilsberg auf sein Hotelzimmer gebracht. Nach diesem Zwischenfall verlassen einige Klassenkameraden das Treffen. Hannelore, Franziska, Mario, Thomas, Georg Wilsberg und Bernhard bleiben indes über Nacht.
Als Wilsberg sein Zimmer betritt, findet er Ekki in seinem Bett. Unter diesen Umständen kann Wilsberg nicht an Schlaf denken, will sich etwas zu trinken holen und hört einen Schrei. Er findet Bernhard, der im Swimmingpool im Keller des Hotels treibt. Nachdem er den Tod des Schulfreundes festgestellt hat, ruft er seine Freundin Kommissarin Anna Springer an, die aus Münster anreist. Als Anna eintrifft, lässt sich die Leiche jedoch nicht mehr auffinden. Um verdeckt ermitteln zu können, gibt sich Anna gegenüber Thomas als Frau von Georg Wilsberg aus. Dies gibt den Gerüchten neuen Schwung, denn bislang wurde Ekki für Georg Wilsbergs homosexuellen Freund gehalten.
Nachdem Thomas die Nacht mit Hannelore verbracht hat, mit der er eine Affäre hat, bedrängt er am nächsten Tag seine Angestellte Ines sexuell. Ekki gegenüber äußert sie ihre Unzufriedenheit mit ihrem Arbeitgeber, der pleite sei, ihr noch die Gehälter der letzten Monate schulde und seine Bücher frisiere.
Derweil bittet Wilsberg telefonisch seine Patentochter Alex, die Wohnung des verstorbenen Bernhard aufzusuchen, um dort einen Anhaltspunkt für eine mögliche Erpressung gegen Mario zu finden. Als Alex die Wohnung betritt, muss sie feststellen, dass sie bereits durchwühlt worden ist. Die beiden Schuldeneintreiber, die Bernhard zuvor am Münsteraner Hafen bedroht haben, treiben nun Alex in die Enge. Ihr gelingt jedoch die Flucht und sie fährt zu Wilsberg ins Schlosshotel. Dort gibt sie sich gegenüber Wilsbergs Schulfreunden als seine Tochter aus. Zudem bringt sie einige Motive für den Mord an Bernhard mit. So hat Hannelore, die als Chirurgin tätig ist, erst kürzlich bei Bernhards Frau einen Kunstfehler begangen, der schließlich zu deren Tod führte. Nachdem fast jeder der Anwesenden ein Motiv für den Mord an Bernhard hat, beginnen sich die Klassenkameraden gegenseitig zu verdächtigen.
Per Zufall findet Wilsberg Bernhards Leiche in einer Tiefkühltruhe im Keller des Schlosshotels. Als er jedoch Anna die Leiche zeigen möchte, ist sie erneut verschwunden. Erst als Ines und Ekki nachts im Pool des Hotels schwimmen wollen, wird eine Leiche im Pool gefunden. Allerdings ist es nicht Bernhard, sondern der Gastgeber Thomas, der im Wasser treibt. Ekki verdächtigt Ines, Geld aus Thomas Büro gestohlen zu haben, und lässt nicht locker, bis sie es dorthin zurückgebracht hat.
Overbeck, der Assistent von Kommissarin Springer, trifft zwischenzeitlich ein, um die Alibis der Anwesenden zu prüfen. Dies mag ihm zwar nicht gelingen, dafür enttarnt er versehentlich seine Vorgesetzte, woraufhin Anna Springer die Ermittlungen offiziell übernimmt. Bei der weiteren Befragung bricht Mario mit einem anaphylaktischen Schock zusammen. Hannelore setzt zu einem Luftröhrenschnitt an, kann aber von Franziska aufgehalten werden, die in der Zwischenzeit die benötigte Spritze aus Marios Hotelzimmer geholt hat. Die beiden Polizisten Anna Springer und Overbeck müssen die Anwesenden mangels konkreter Beweise laufen lassen.
Für Wilsberg ist der Fall jedoch nicht abgeschlossen. Er nimmt Bernhards Wohnung noch einmal selber in Augenschein, wo er ein Fotoalbum mit zahlreichen Fotos von Franziska vorfindet, in dem sich ein Brief befindet, der ihn zu Franziska führt. Als er Franziska aufsucht und sie mit seinen Entdeckungen konfrontiert, gibt sie kleinlaut zu, dass sie von Bernhard am Abend ihrer Abiturfeier vergewaltigt worden sei. Sie war zu diesem Zeitpunkt von ihrem damaligen Freund Georg Wilsberg schwanger, verlor aber aufgrund des körperlichen Übergriffs von Bernhard ihr Kind. Dies überforderte sie, weswegen sie sich von Wilsberg trennte. Weiter erfährt Wilsberg von Franziska, dass sie sich bei ihrem Klassentreffen mit Bernhard am Pool ausgesprochen hat. Als dieser sie umarmen wollte, fielen die beiden ins Wasser. Sie nutzte die Gelegenheit und hielt den betrunkenen Klassenkameraden unter Wasser, bis er starb. Sie wurde von Thomas dabei beobachtet, wie sie den toten Bernhard zu ihrem Wagen schleppte. Sie verriet Thomas ihre Beweggründe für den Mord. Er konnte ihr Motiv nachvollziehen und half ihr Bernhard im Wald zu vergraben. Da Thomas sie allerdings daraufhin erpresste, ihm aus seinen Geldnöten zu verhelfen, erschlug sie ihn.
Nach ihrem Geständnis stellt sich Franziska der Polizei. Bernhards Leichnam wird nach Franziskas Beschreibung von der Polizei im Waldstück am Schlosshotel gefunden.

## Hintergrund

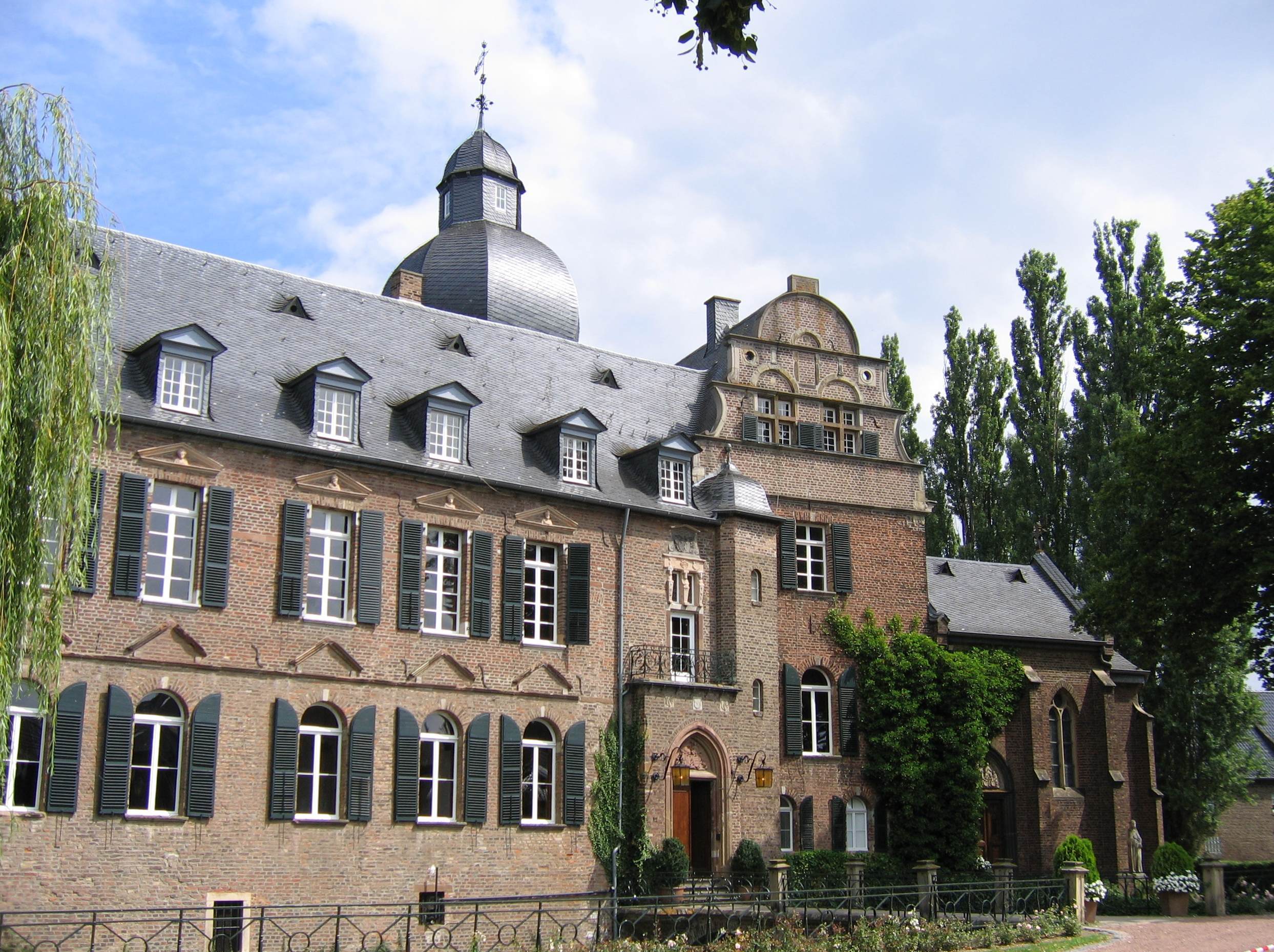
Drehort Burg Bergerhausen

Etwa 75 von 90 Minuten der Folge Das Jubiläum wurden in und an der Burg Bergerhausen, einem Wasserschloss im Rhein-Erft-Kreis, an rund 18 Tagen mit einem rund 40-köpfigen Team bis zum 16. April 2008 gedreht. Anschließend gab es bis zum 30. Mai 2008 Dreharbeiten in Münster und schließlich in Köln. Sie erfolgten parallel zu der nachfolgend ausgestrahlten Folge Der Mann am Fenster.
Am 5. Mai 2008 wurde am Waldfriedhof Lauheide gefilmt, wo Alex Holtkamp auf einer Beerdigung zu sehen ist. Am 6. Mai 2008 wurden Szenen am Antiquariat Solder in der Frauenstraße aufgezeichnet. Ebenso wurde in Nottuln im Münsterland gedreht, wo die Szene aufgezeichnet wurde, die die Autopanne von Ekki und Wilsberg auf dem Feldweg zeigt. Burg Bergerhausen ist im Film als Schlosshotel Solder zu sehen, in dem das Klassentreffen stattfindet, und dessen Namensgebung als eine Hommage an das Antiquariat Solder verstanden werden kann. Zudem wurden Aufnahmen vom Dom und der Lambertikirche verwendet, die in den ersten Szenen des Films zu sehen sind. Weiterhin ist Alex Holtkamp am Prinzipalmarkt zu sehen. Schließlich wurden die Szenen, die am Polizeipräsidium spielen, wie in der vorherigen Folge Interne Affären, erneut an einem Nebengebäude des Schlosses am Hindenburgplatz gedreht, in dem das Institut für Biologie und Biotechnologie der Pflanzen ansässig ist. In Münster wurde für diese Folge jedoch außergewöhnlich wenig gedreht, da der Film größtenteils beim Klassentreffen im Schlosshotel Solder spielt.
Bereits am 21. September 2008, über ein Quartal vor der Fernsehpremiere, wurde der Film in Münster am Kreativkai vorgeführt, wo für den Film ebenfalls eine Szene aufgezeichnet worden war, in der Bernhard Zeller von zwei Geldeintreibern bedroht wird.
Am 24. August 2009 wurde die Folge zusammen mit der 26. Folge Der Mann am Fenster von Polarfilm auf DVD mit FSK-12-Freigabe veröffentlicht. Die DVD enthält neben den beiden Hauptfilmen als Bonusmaterial ein Making-of sowie ein Porträt über die Stadt Münster.
Anlässlich der 25. Folge Das Jubiläum erhielt Leonard Lansink am 29. April 2008 die silberne Rathausmedaille von Münsters Oberbürgermeister Berthold Tillmann.
Der Running Gag Bielefeld verweist in dieser Folge auf den Vorwand, unter dem sich Georg Wilsberg als Cousin des Bielefelder Zweigs der Familie des getöteten Bernhard Zeller ausgibt, um von dessen Nachbarin den Schlüssel zur Wohnung des Toten zu erhalten (nach 01:18:12). Das Schlosshotel heißt Solder, nach dem tatsächlichen Namen von Wilsbergs Antiquariat. 
In den beiden Szenen, in denen Overbeck die Rezeption des Schlosshotels betritt, ist Henry Mancinis Titelmelodie der US-amerikanischen Fernsehserie Peter Gunn zu hören, allerdings in der Fassung von Duane Eddy.
Bei dem Musiktitel am Ende der Episode handelt es sich um Little Girl Blue von Janis Joplin.

## Rezeption

### Einschaltquoten
5,97 Millionen Zuschauer sahen die Folge Das Jubiläum bei ihrer Erstausstrahlung im ZDF, was einem Marktanteil von 18,9 % entsprach.

### Kritik
Das Lexikon des internationalen Films urteilt, bei Das Jubiläum handle es sich um einen „Film aus der im heimeligen Münster angesiedelten (Fernseh-)Krimiserie, die ihre recht unspektakulären Fälle mit einer Portion Humor würzt“. Nach Urteil der Redaktion der Prisma handele es sich um den „bislang pfiffigsten Fall der beliebten Reihe“, bei dem „viele witzige Details für beste Unterhaltung“ sorgen. Die Redaktion vergab drei von fünf möglichen Punkten. Die Redaktion von TV Spielfilm urteilt, die Folge sei „mitunter klamaukig und dürftig gespielt, aber die Mörderhatz à la Agatha Christie bleibt spannend bis zum Schluss“ und biete „gepflegte Unterhaltung trotz einiger Schwächen“. Auch Andrea Niederfriniger von filmreporter.de vergleicht die Produktion mit einem Werk von Agatha Christie – »Zehn kleine Negerlein« – mit dem eine „Mischung aus Bekanntem und Neuem“ inszeniert wurde.
Fabian Riedner von quotenmeter.de freut sich, dass es „die Macher richtig krachen“ ließen in der 25. Folge der Fernsehserie. Stefan Rogall habe mit dem Drehbuch „viel Wert auf eine lustige, aber nicht sonderlich spannende Folge gelegt“. So könne das Drehbuch „vom Fun-Faktor durchaus unterhalten“, die „Krimigeschichte ist aber nicht nach Lehrbuch gestrickt“, wodurch gerade in den ersten Minuten vermeidbare Längen entstehen. Abgesehen davon „kann die Episode durchaus überzeugen“, auch wenn die Auflösung, insbesondere das Motiv des Mordes „völlig aus der Luft gegriffen“ wirke und den Bezug zur vorherigen Handlung vermissen lasse. Da Leonard Lansink „seine Figur mittlerweile etwas zu kühl“ spiele, erhielten die Nebenrollen mehr Aufmerksamkeit, wobei besonders Saskia Vester, Oliver Korittke, Rita Russek und Roland Jankowsky „toll agieren“. Riedner gibt der Folge im Gesamturteil eine Wertung von 79 %.
Tilmann P. Gangloff lobt bei kino.de Stefan Rogall für dessen Drehbuch, das eine „wunderbare Mischung aus Krimi und Komödie“ sei. Ebenso seien die Dialoge gelungen, die „zuweilen an die Qualität der Klassiker“ von Ernst Lubitsch oder Billy Wilder grenzen. Die „Bosheiten“, die Kommissarin Anna Springer und Georg Wilsberg austauschten, „sind von einer mitunter fast schon dreisten Doppelbödigkeit“. Neben dem „schrulligen“ Privatermittler Wilsberg bildeten erneut Ekki und Alex das „ausgezeichnete Ensemble“, das neben der „Ausgewogenheit von Spannung und Humor“ das „Erfolgsgeheimnis der Reihe“ ausmache und von der „Familientauglichkeit“ abgerundet werde. Inzwischen sei Oliver Korittke „aus dem Schatten des Vorgängers“ Heinrich Schafmeister getreten, was Gangloff zehn Folgen zuvor noch bezweifelt hatte.
Die Folge sei ein „boulevardeskes Kriminalstück“, das mit „mit vielen humorvollen Momenten“ und einem „melancholischen Schluss“ aufzuwarten wisse, schreibt Kai-Oliver Derks von monstersandcritics.de. Es könne den Titel „Edgar Wallace light“ tragen, spiele es doch „fast die gesamte Zeit über in den Gemäuern des Schlosshotels“ und biete Motive für den Mord für jeden der Anwesenden. Die „Balance zwischen Kriminalfilm und Komödie“ sei gelungen. Das Drehbuch von Stefan Rogall sei dabei „zweifelsohne ein besonderes“, da es „einiges Neue über die Hauptfiguren offenbart“.